# Vulnicura
Vulnicura — восьмий студійний альбом ісландської музикантки та співачки Б'єрк. Він був спродюсований Б'єрк, Аркою та The Haxan Cloak і випущений 20 січня 2015 року лейблом One Little Indian Records. За словами Б'єрк, альбом виражає її почуття до і після розриву з американським сучасним художником Метью Барні та процес зцілення.
Вихід Vulnicura спочатку був запланований на березень 2015 року, одночасно з книгою Björk: Archives та виставкою про кар'єру Б'єрк у Музеї сучасного мистецтва в Нью-Йорку; після витоку в інтернеті альбом вийшов у цифровому форматі на два місяці раніше. Для просування альбому не було випущено жодного синглу, але було створено серію інноваційних музичних відео, кульмінацією якої стала 360-градусна виставка віртуальної реальності Björk Digital. Vulnicura отримав широке визнання критиків, багато з яких вважають його одним з її найбільш чесних і особистих альбомів, а також її найкращою роботою за останнє десятиліття.
Супровідний альбом Vulnicura Strings був випущений 6 листопада 2015 року. Він містить лише струнні інтерпретації треків Vulnicura і використовує інструмент, розроблений Леонардо да Вінчі, який називається віола органіста. До жовтня 2015 року альбом розійшовся накладом 250 000 копій по всьому світу.

## Передумови і запис
Після завершення туру свого попереднього проєкту Biophilia (2011), який включав серію застосунків та інструментів, створених спеціально для живих виступів, Б'єрк висловила зацікавленість у використанні тих самих інструментів для свого наступного проєкту, про що вона розповіла виданню The Independent: «Так сталося, що я знаю одних з найкращих програмістів у світі, і у мене є інструменти, які я можу просто підключити прямо до iPad і грати все, що у мене є. Тож робота над альбомом, до якого я не готувалася три роки, здається цілком природною. Але в той же час, це свого роду екстремальний проєкт».
У травні 2013 року Б'єрк розповіла San Francisco Bay Guardian, що перебуває на ранній стадії роботи над новим альбомом. Того ж місяця вона повідомила San Francisco Chronicle, що у неї «достатньо пісень, і я готова побачити наступну річ».

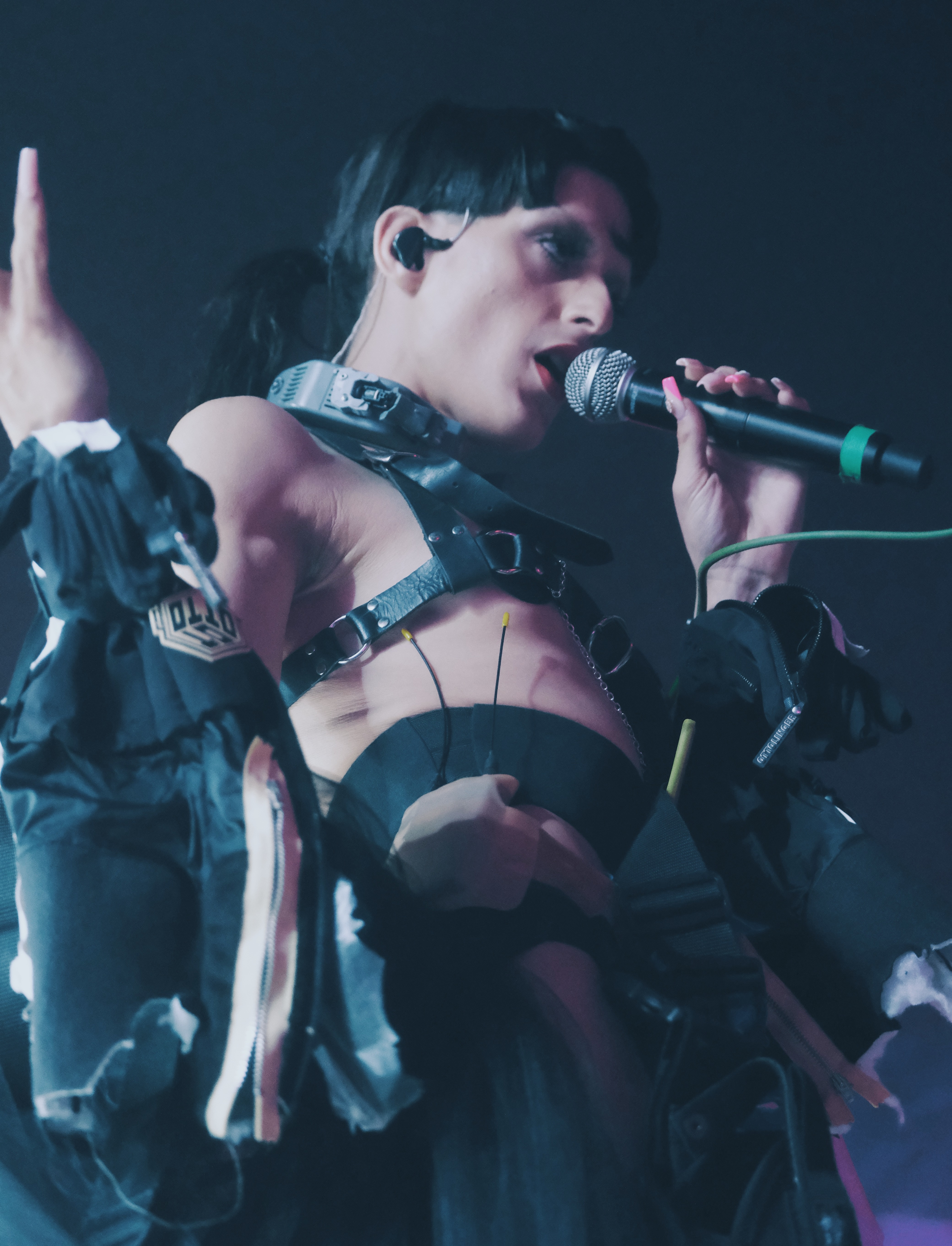
Венесуельська музикантка Арка виступила співпродюсеркою альбому з Б'єрк.

Венесуельська продюсерка Арка була співпродюсеркою Vulnicura. Б'єрк звернулася до Арки після того, як її менеджер надіслав їй мікстейп Арки &&&&&; Арка була діджейкою на афтепаті туру Б'єрк Biophilia, після чого вони почали працювати разом. Б'єрк не знала про роботу Арки з Каньє Вестом і FKA Twigs (на Yeezus і EP2, 2013), але незабаром вона оцінила її разом зі знанням Арки її власної дискографії. Арка описала роботу з Б'єрк, яку вона називала музичним натхненням, як «зцілення», і сказала: «Те, як вона існує як людина, має великий вплив на те, як я існую як людина».
7 жовтня 2014 року Б'єрк оголосила на своїй сторінці у Facebook, що не буде присутня на британській прем'єрі свого концертного фільму Björk: Biophilia Live на Лондонському кінофестивалі BFI, оскільки вона була надто зайнята роботою над альбомом, і підтвердила дату релізу — 2015 рік. 6 січня 2015 року британський музикант і продюсер The Haxan Cloak оголосив у Twitter, що він працював над альбомом, назвавши цю співпрацю «честю».
14 січня 2015 року Б'єрк опублікувала на своїй сторінці у Facebook рукописну замітку, в якій оголосила назву альбому, Vulnicura, його трек-лист і дату виходу у березні 2015 року. Vulnicura означає «Ліки від ран» (Vulnus + Cura) з латинської, і Б'єрк описала його як «більш традиційний альбом, ніж Biophilia, у тому, що стосується написання пісень. Він про те, що може прийти до людини наприкінці стосунків. Він розповідає про діалоги, які ми можемо мати в наших головах і в наших серцях, про процеси зцілення».

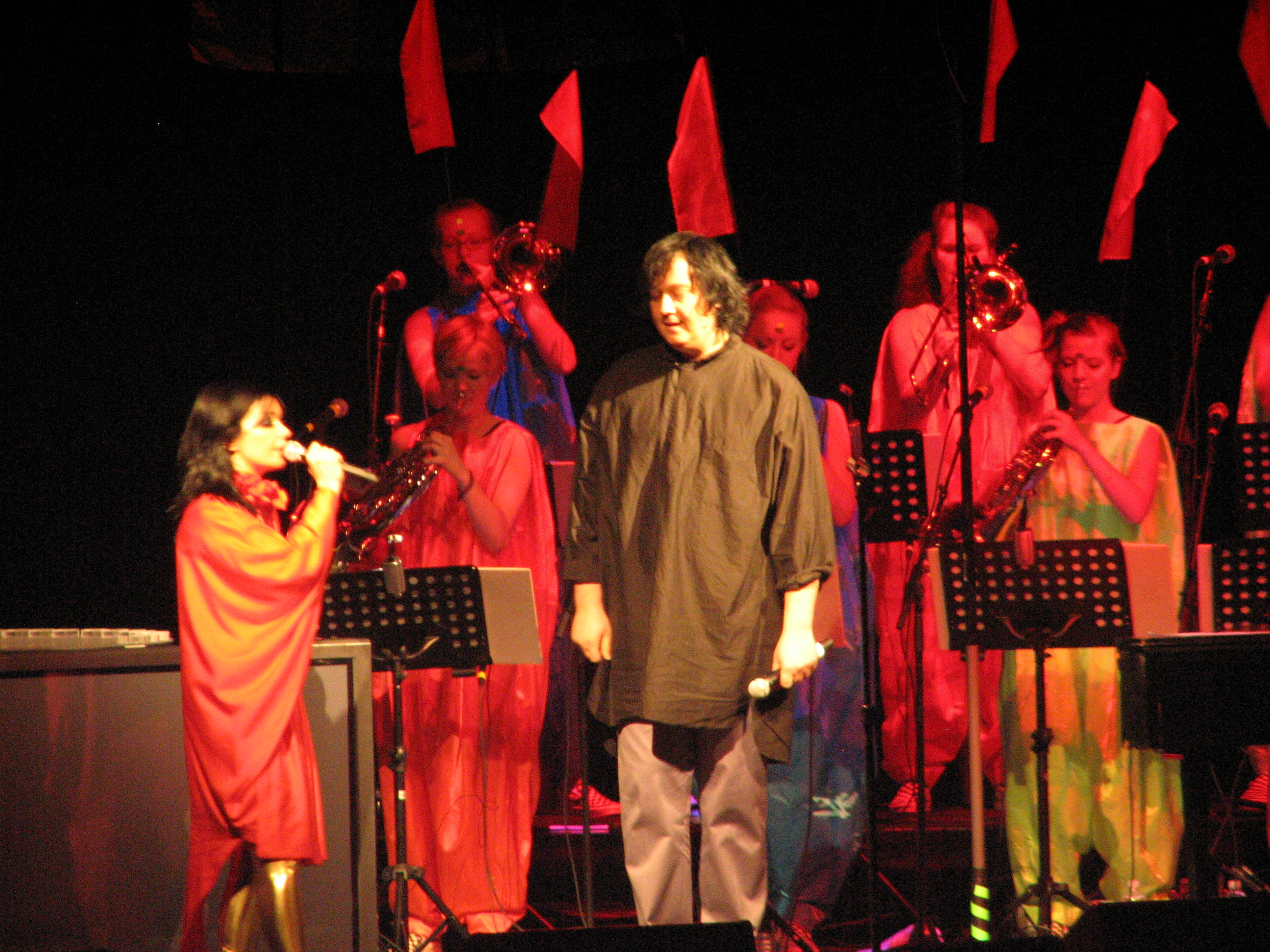
Б'єрк виступає разом з Еноні (праворуч), яка виконує гостьовий вокал на «Atom Dance».

Критики описують музику на Vulnicura як таку, що поєднує електронну, авангардну, та ембієнт музику.
Альбом складається переважно зі струнних аранжувань та електронних бітів, що є поверненням до звучання, якого Б'єрк прагнула досягти на альбомі Homogenic 1997 року. В інтерв'ю Pitchfork Б'єрк розповіла, як робота над струнними аранжуваннями допомогла їй відволіктися після розриву: «Єдиний спосіб впоратися з цим — почати писати для струнних; я вирішила стати скрипковим ботаніком і аранжувати все для 15 струнних і зробити крок далі».
Залучення Арки відбулося на пізніх стадіях процесу написання, який Б'єрк описала як «такий контраст, найвеселіше створення музики, яке я коли-небудь мала, з найтрагічнішим сюжетом […] Я просто сиділа поруч з [Аркою] тижнями, і ми зробили весь альбом. Це найшвидше, як я коли-небудь працювала […] Це одна з тих божевільних речей у житті, коли люди з протилежних кінців зустрічаються, і ви можете так багато чому навчити один одного».

## Трек-лист
Усі тексти пісень були написані Б'єрк, окрім «Atom Dance», написаної з Oddný Eir Ævarsdóttir.
| Vulnicura | Vulnicura            | Vulnicura    | Vulnicura                  | Vulnicura  |
| #         | Назва                | Автор музики | Продюсер                   | Тривалість |
| --------- | -------------------- | ------------ | -------------------------- | ---------- |
| 1.        | «Stonemilker»        | Б'єрк        | Б'єрк                      | 6:49       |
| 2.        | «Lionsong»           | Б'єрк        | Б'єрк Arca                 | 6:08       |
| 3.        | «History of Touches» | Б'єрк        | Б'єрк Арка                 | 2:53       |
| 4.        | «Black Lake»         | Б'єрк        | Б'єрк Арка                 | 10:08      |
| 5.        | «Family»             | Б'єрк Арка   | Б'єрк The Haxan Cloak Арка | 8:02       |
| 6.        | «Notget»             | Б'єрк Арка   | Б'єрк Арка                 | 6:26       |
| 7.        | «Atom Dance»         | Б'єрк        | Б'єрк Арка                 | 8:09       |
| 8.        | «Mouth Mantra»       | Б'єрк        | Б'єрк Арка                 | 6:09       |
| 9.        | «Quicksand»          | Б'єрк Spaces | Б'єрк                      | 3:45       |
| 58:36     |                      |              |                            |            |